# Pila (Gressan)

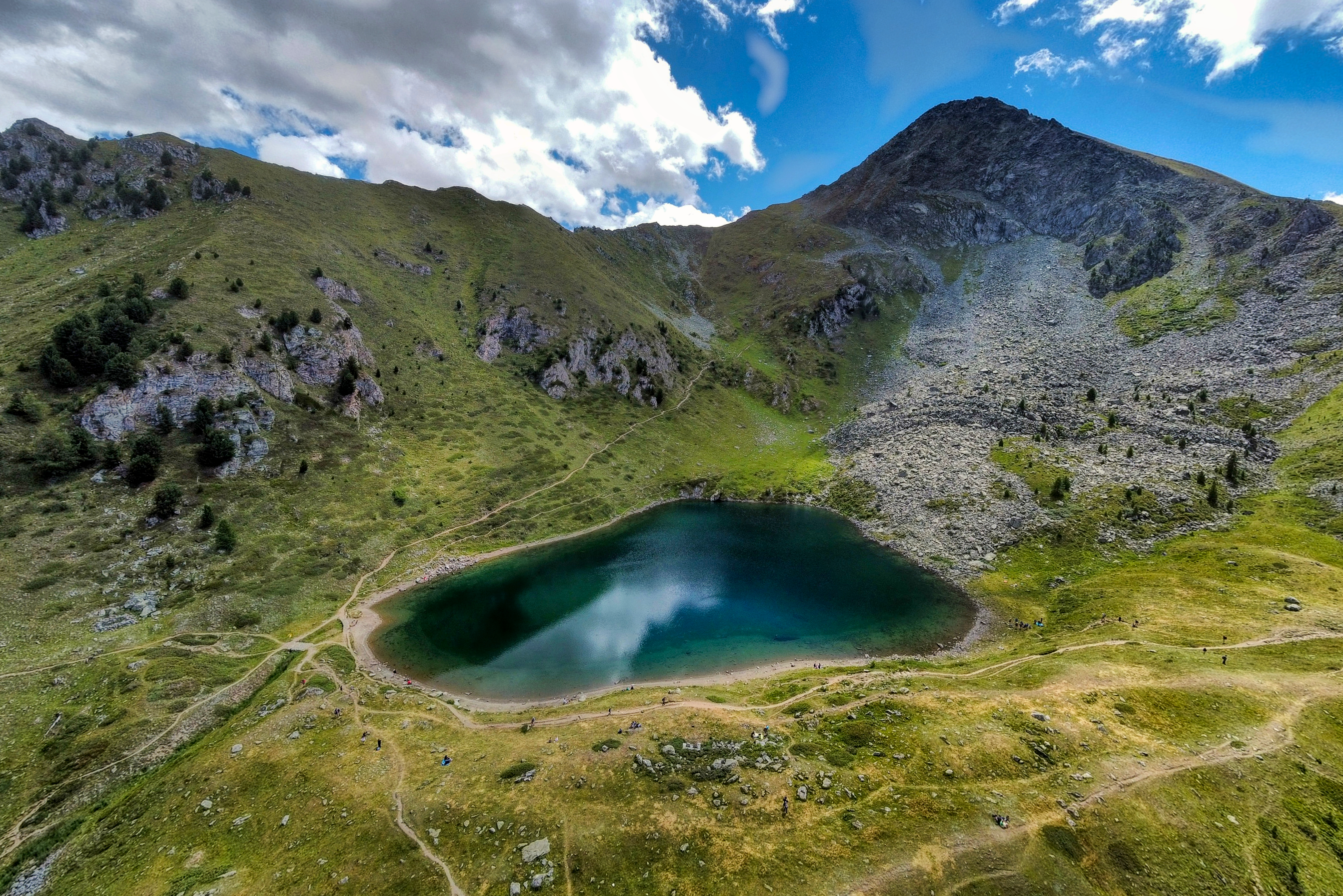
Il lago di Chamolé.

La località di Pila (originariamente scritto "Pilaz", poi semplificato, essendo la 'z' muta), appartenente al comune di Gressan (Valle d'Aosta), sorge a 1790 m s.l.m. in una conca che fino agli anni '60 del '900 era unicamente sede di alpeggi.

## Geografia fisica

### Posizione
Pila è situata a sud rispetto alla vallata centrale ed al capoluogo del comune di Gressan, ed è raggiungibile tramite una strada regionale che a 5 km da Aosta, presso il Pont-Suaz, si dirama verso la collina orientale di Gressan (Ampaillan) e il capoluogo e le frazioni alte (tra cui Péroulaz) di Charvensod. Alternativamente, può essere raggiunto tramite una strada comunale che parte dal capoluogo (Taxel) di Gressan. Dal 1957 è inoltre raggiungibile direttamente da Aosta tramite la Telecabina Aosta-Pila.

### Clima
Il clima di Pila è alpino, come in tutta la Valle d'Aosta. L'inverno è particolarmente rigido, con temperature che scendono anche sotto i -10 gradi. Le estati sono fresche. Trovandosi in una conca, Pila, non solo è in una posizione privilegiata per quanto riguarda la vista (tutta la valle dal Monte Bianco al Cervino), ma anche perché risulta riparata dalle forti correnti ventose sia nei mesi invernali che in quelli estivi. La neve supera a volte il metro arrivando a spessori anche di 1,5m.
Nel 2018 la neve ha superato i 2 metri di spessore.

## Economia

### Turismo
Pila è una famosa località sciistica, facilmente raggiungibile durante la stagione invernale e quella estiva da una telecabina che la collega direttamente con Aosta. È possibile praticare lo "sci totale" (o, in francese, "ski total"), grazie alla sua concezione moderna, in cui le strutture ricettive e i servizi sono raggiungibili con gli sci ai piedi. In totale offre circa 70 km di piste che si estendono fino a 2800 m.
Durante la stagione estiva, Pila trasforma le sue piste in un bike park, che ha accolto la Coppa del mondo di mountain bike nel 2005 e il campionato italiano nel 2008.
La vecchia ferrovia mineraria che collega la località Eaux-Froides a Cogne doveva essere riadattata a fini turistici, ma l'opera non è mai stata ultimata.

## Architettura
- Edificio Grande Gorraz - un condominio realizzato dall'architetto francese Laurent Chappis.[3]